# Dilophus andalusiacus
Dilophus andalusiacus är en tvåvingeart som beskrevs av Gabriel Strobl 1900. Dilophus andalusiacus ingår i släktet Dilophus och familjen hårmyggor. Inga underarter finns listade i Catalogue of Life.